# Brasão de armas da República das Duas Nações

Brasão da República das Duas Nações

O Brasão da República das Duas Nações foi o símbolo da República das Duas Nações, representado pela união do Reino da Polônia e o Grão-Ducado da Lituânia.  Ele combinava seus brasões anteriores:

Brasão de armas da Polônia, a Águia Branca
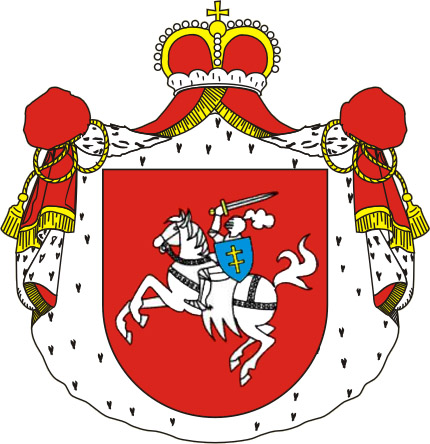
Brasão do Grão-Ducado da Lituânia, o cavaleiro/a caçada (polaco Pogoń, bielorrusso Pahonia, lituano Vytis)

Durante a Revolta de Janeiro um brasão semelhante foi proposto pela reestaurada Comunidade, com o Arcanjo Miguel, o brasão da Ucrânia foi adicionado como terceiro elemento. Contudo, ele não foi oficialmente introduzido.

Brasão atual da Polônia
Brasão atual da Lituânia
Brasão da República Popular Bielorrussa. 1918–1919
Brasão da Bielorrússia antes de 1995

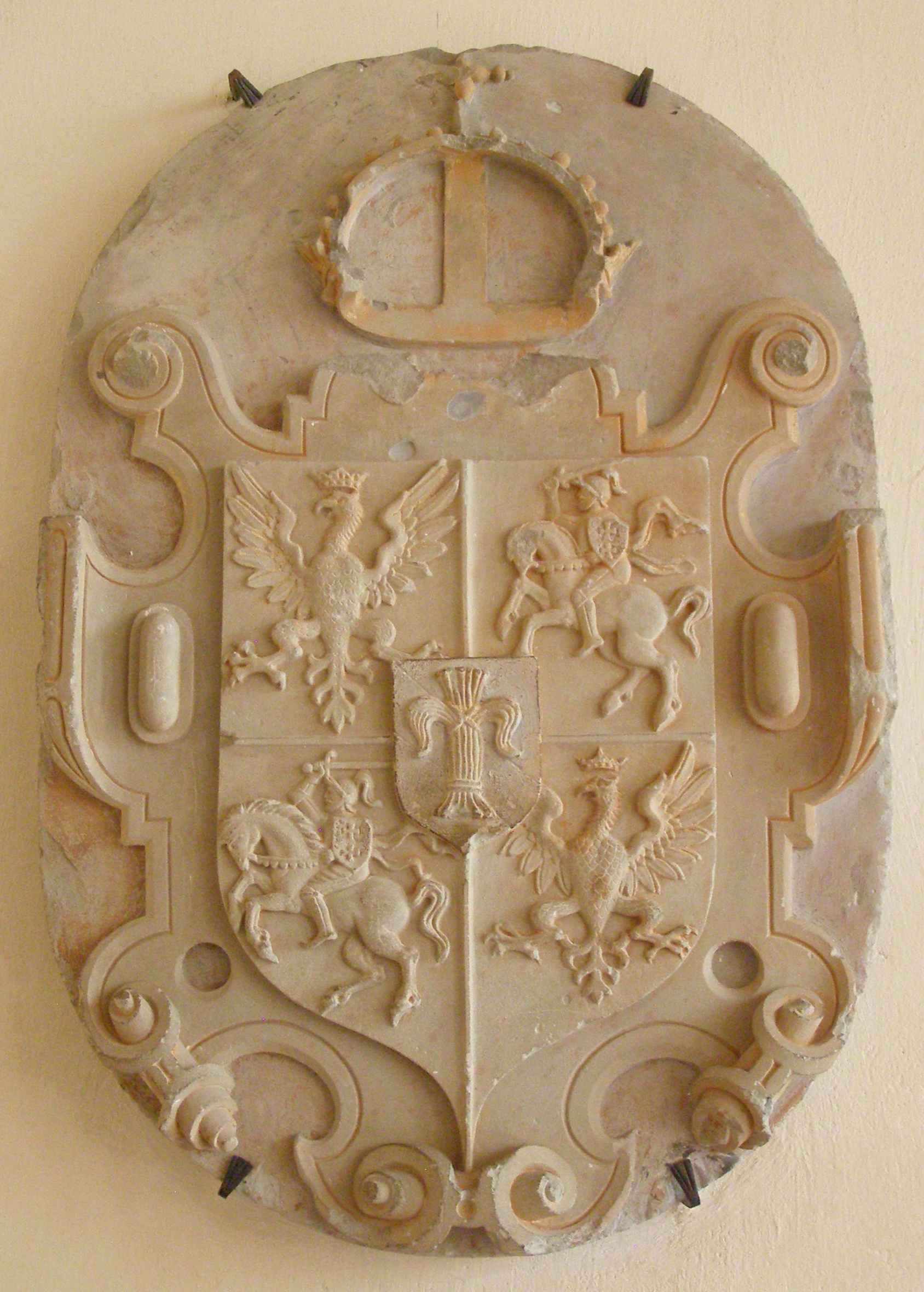
Malbork, Século XVI
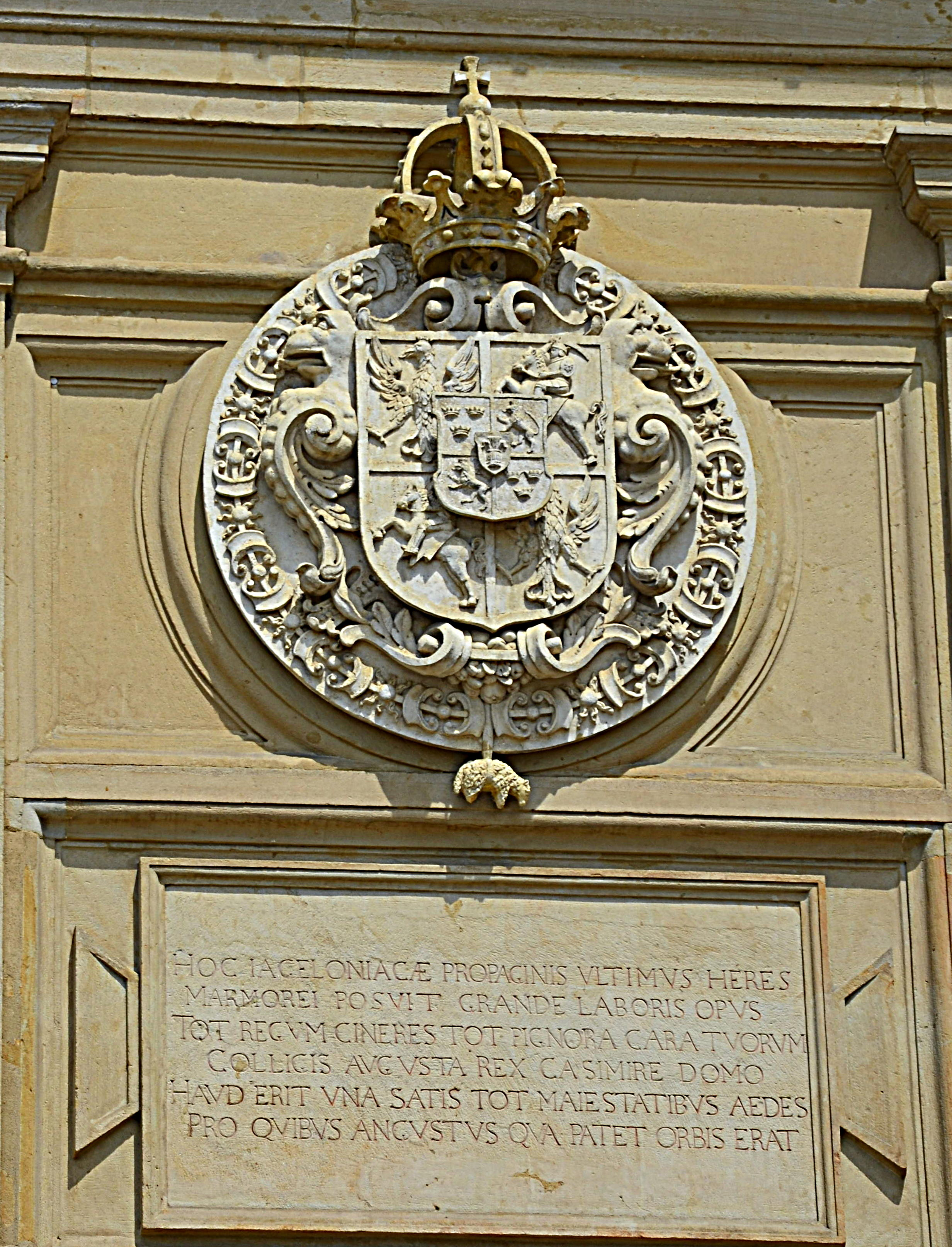
Cracóvia, Século XVI/XVII
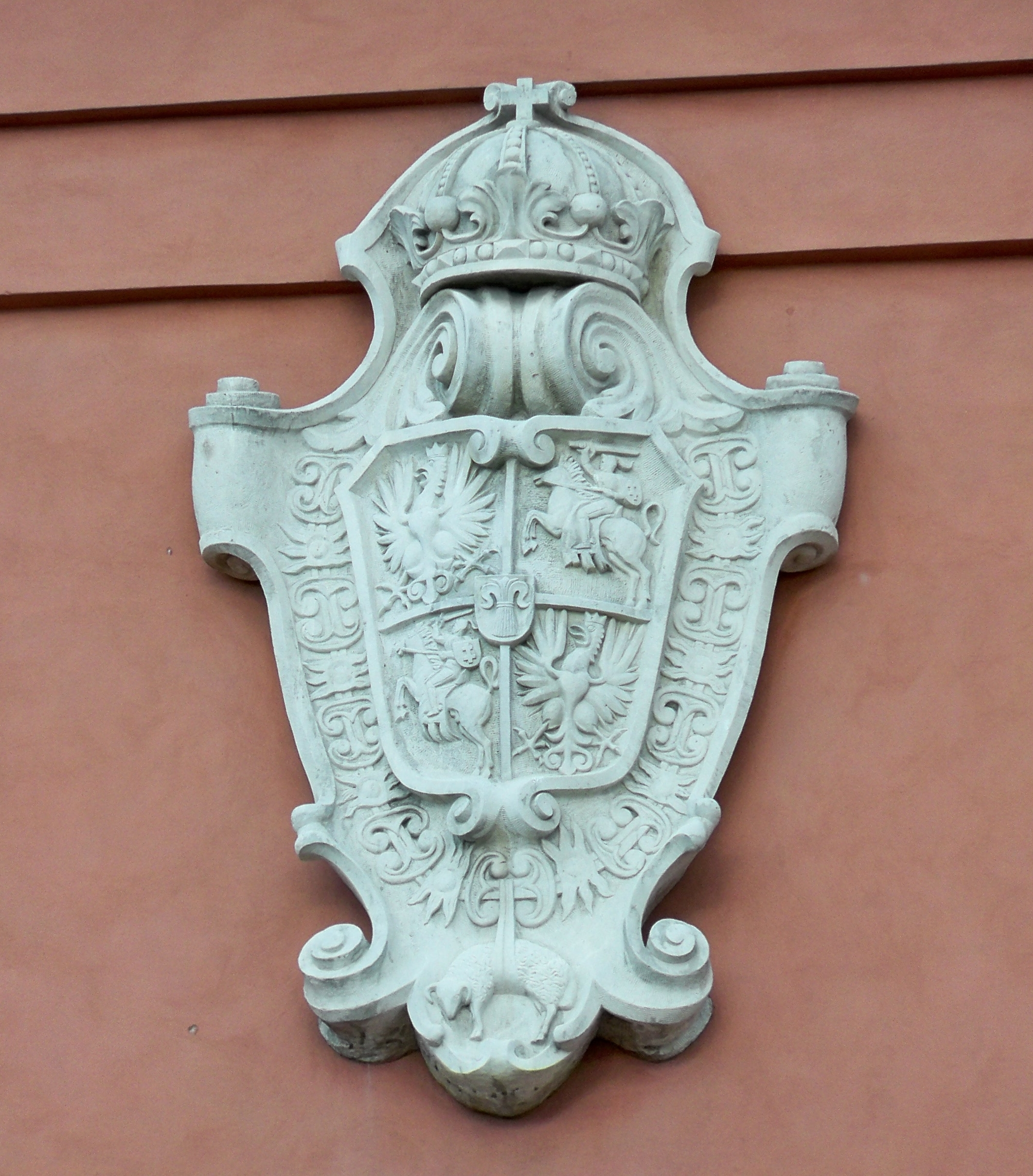
Varsóvia, Século XVII
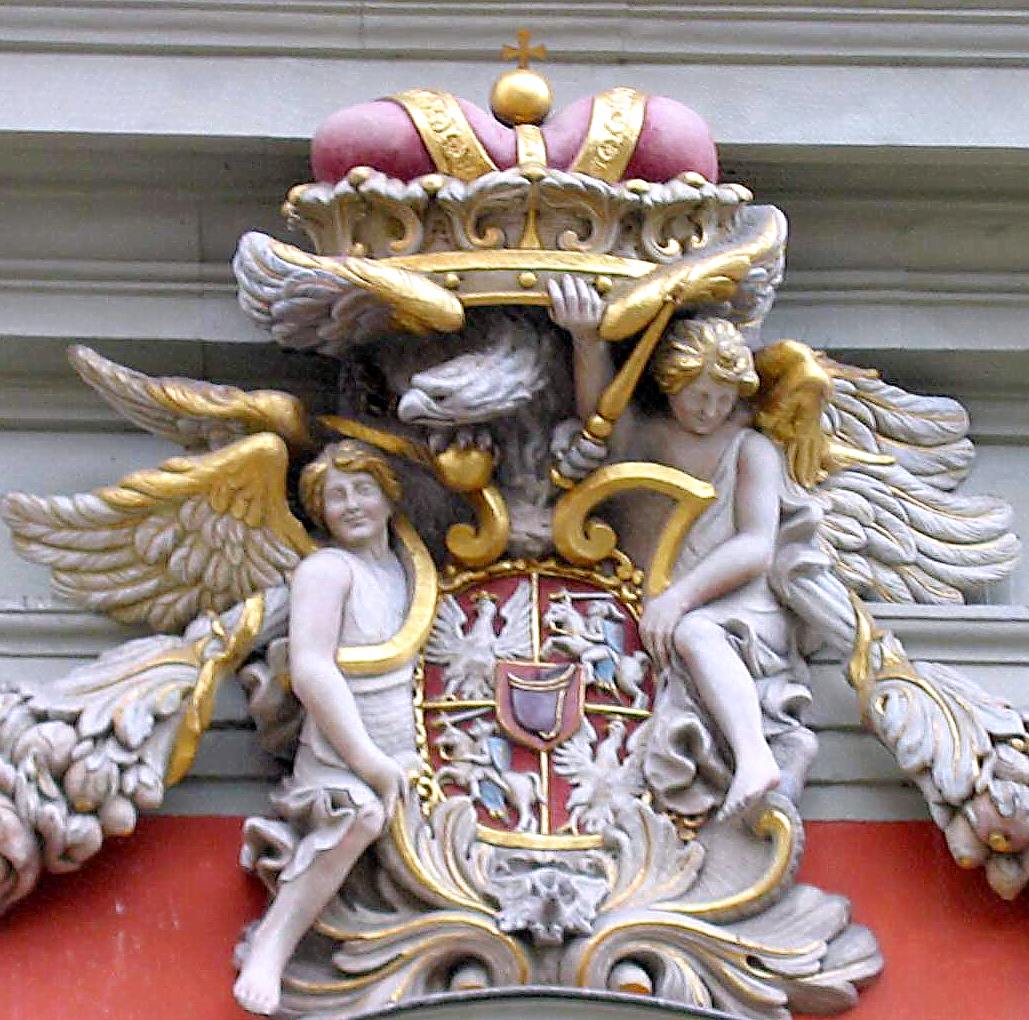
Gdańsk, 1681
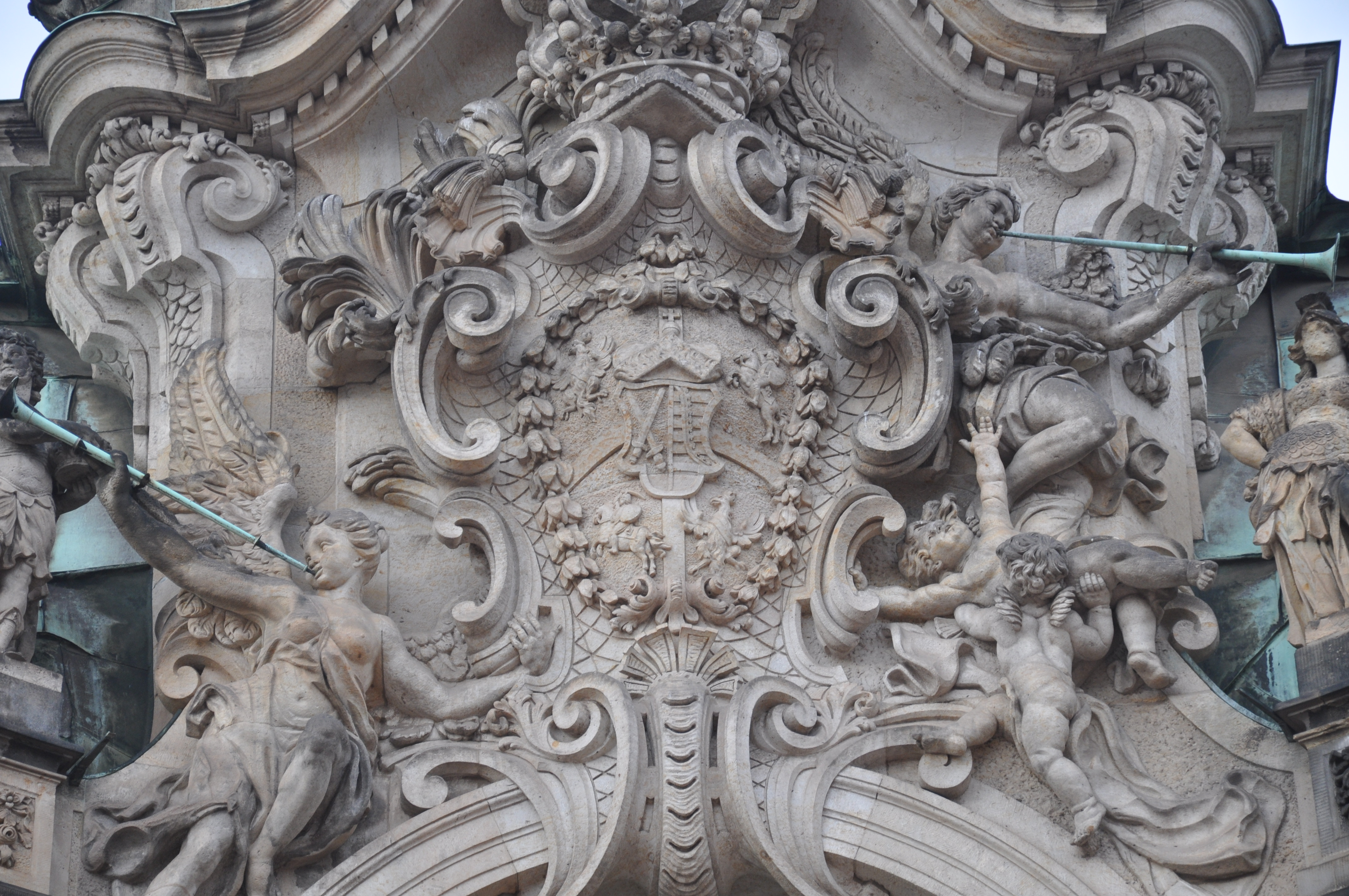
Dresda, Século XVIII
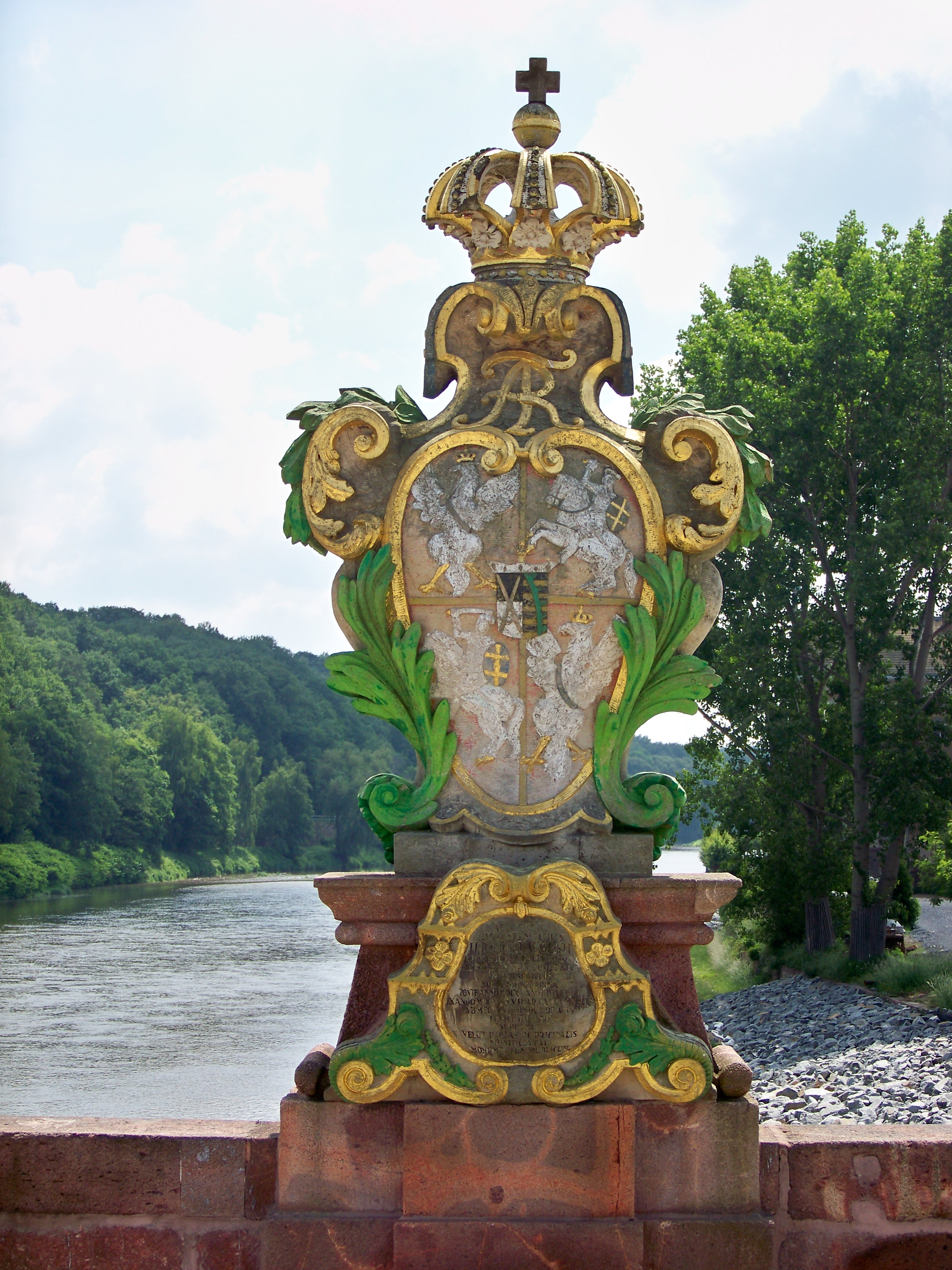
Grimma, Século XVIII
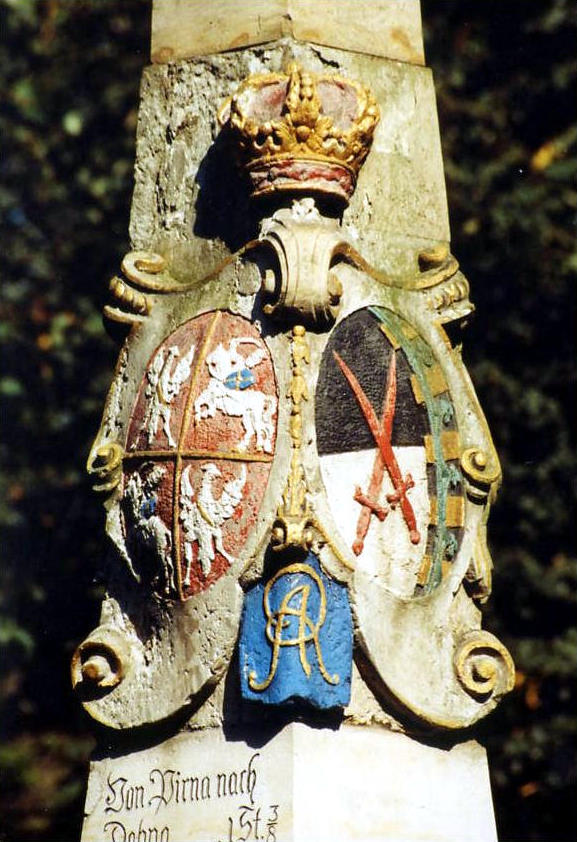
Pirna, 1722
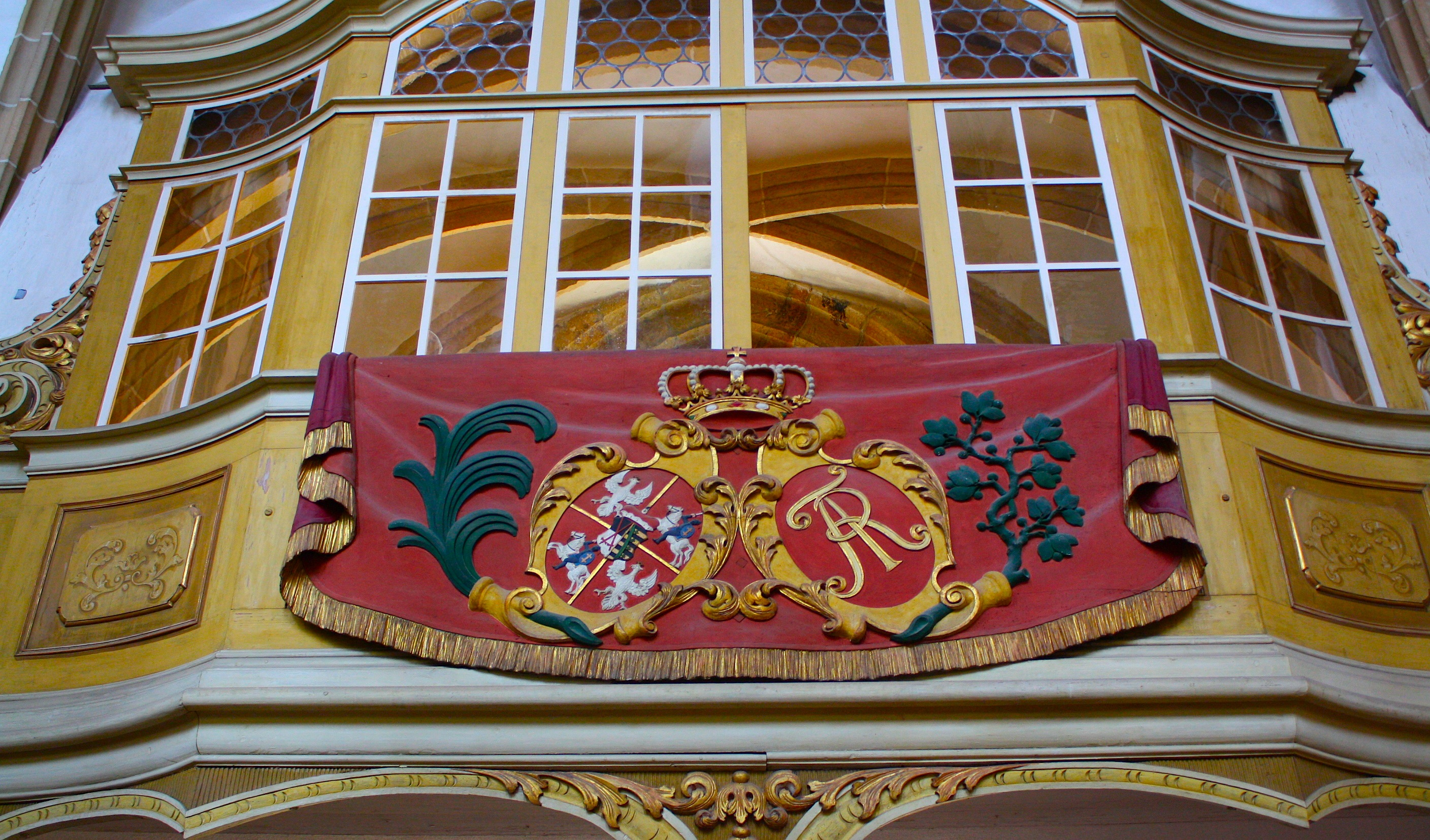
Freiberga, Século XVIII
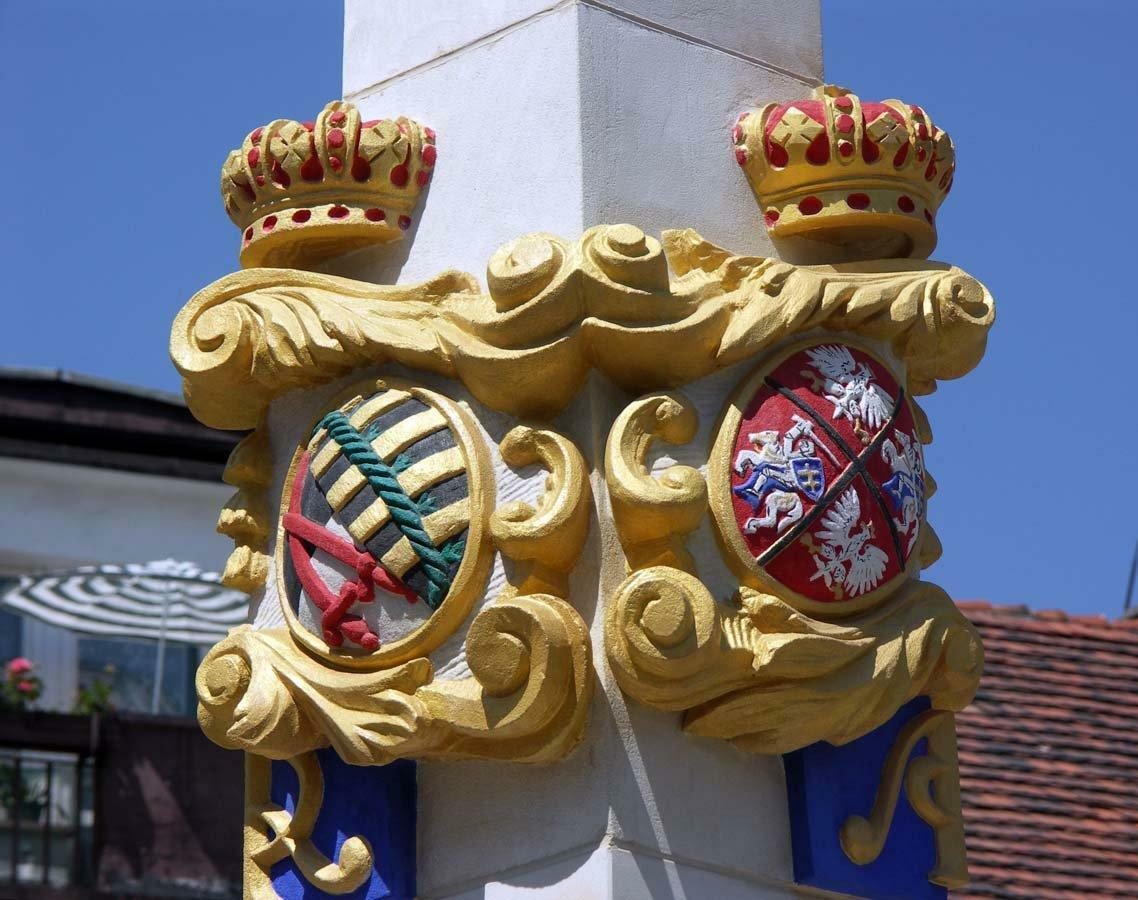
Lubań, 1725
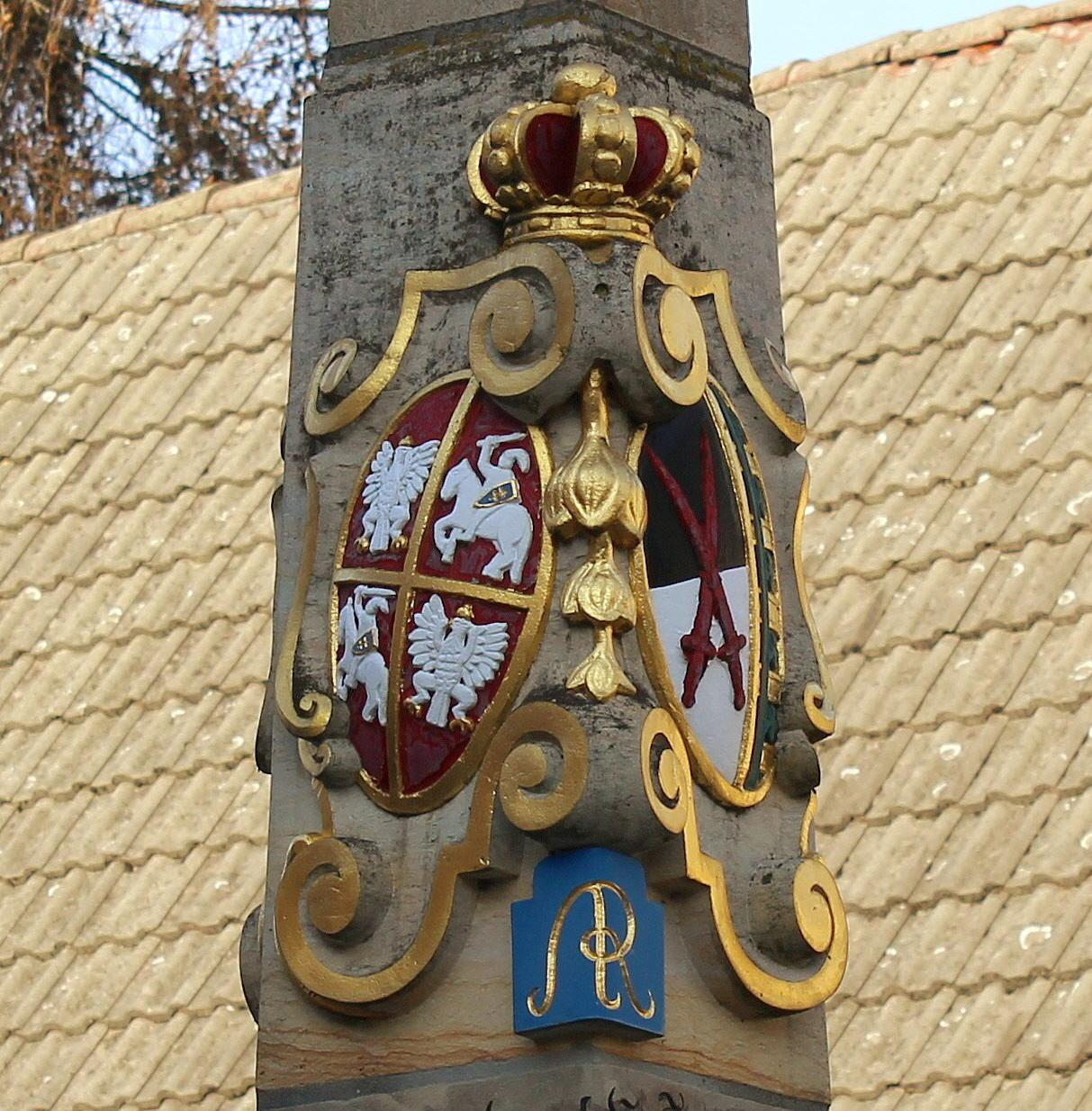
Elsterwerda, 1738
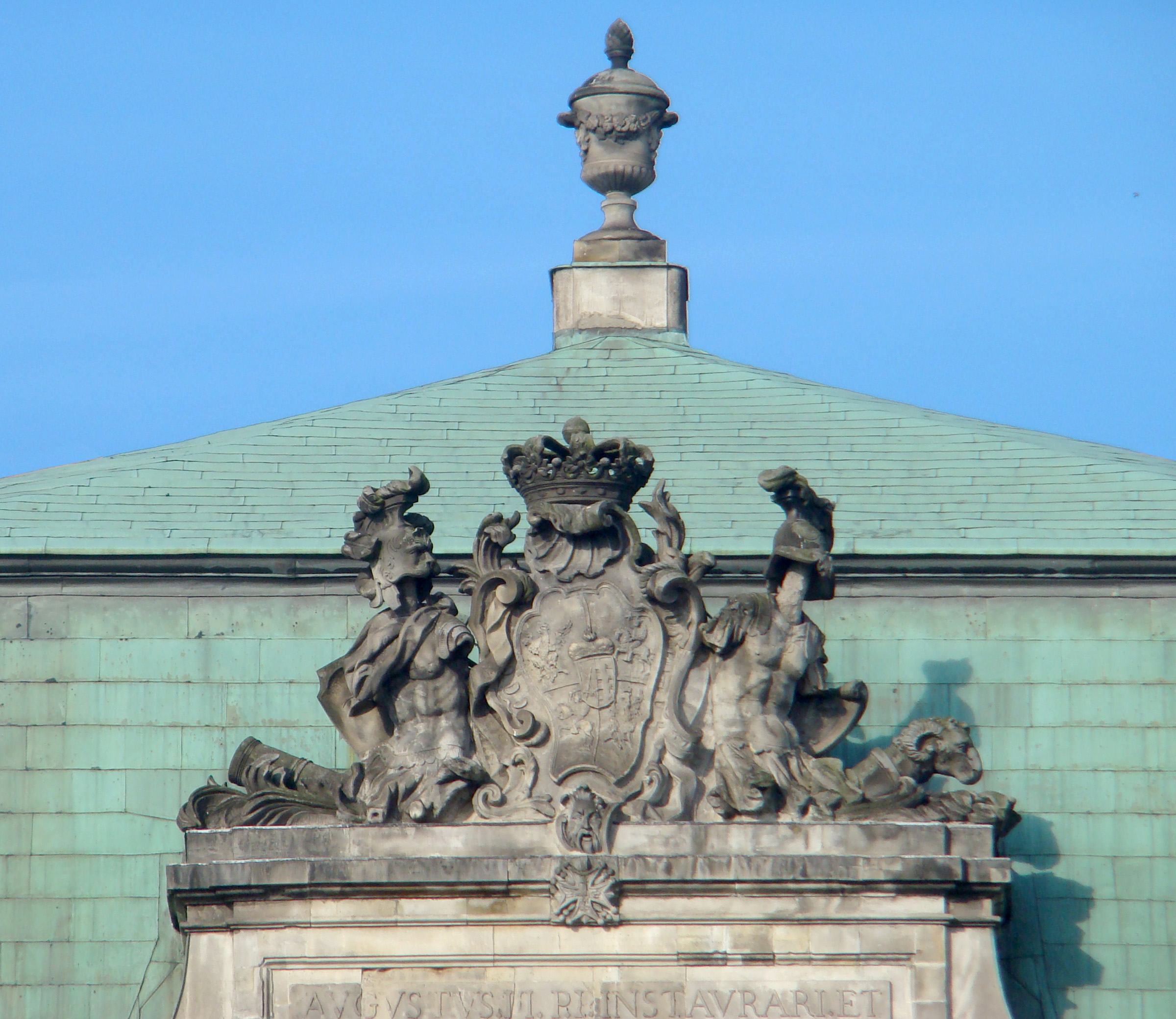
Varsóvia, Século XVIII
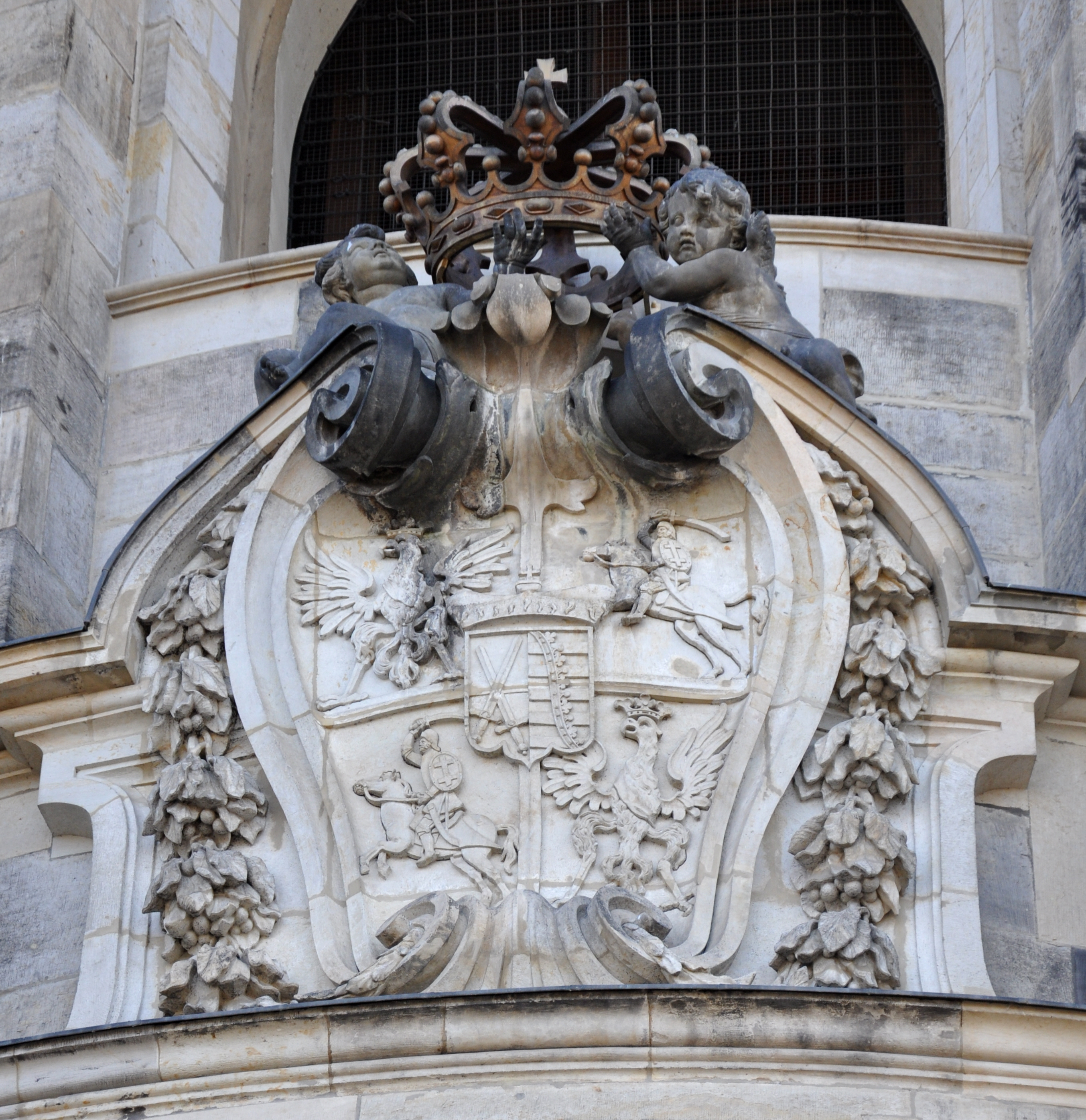
Dresda, Século XVIII
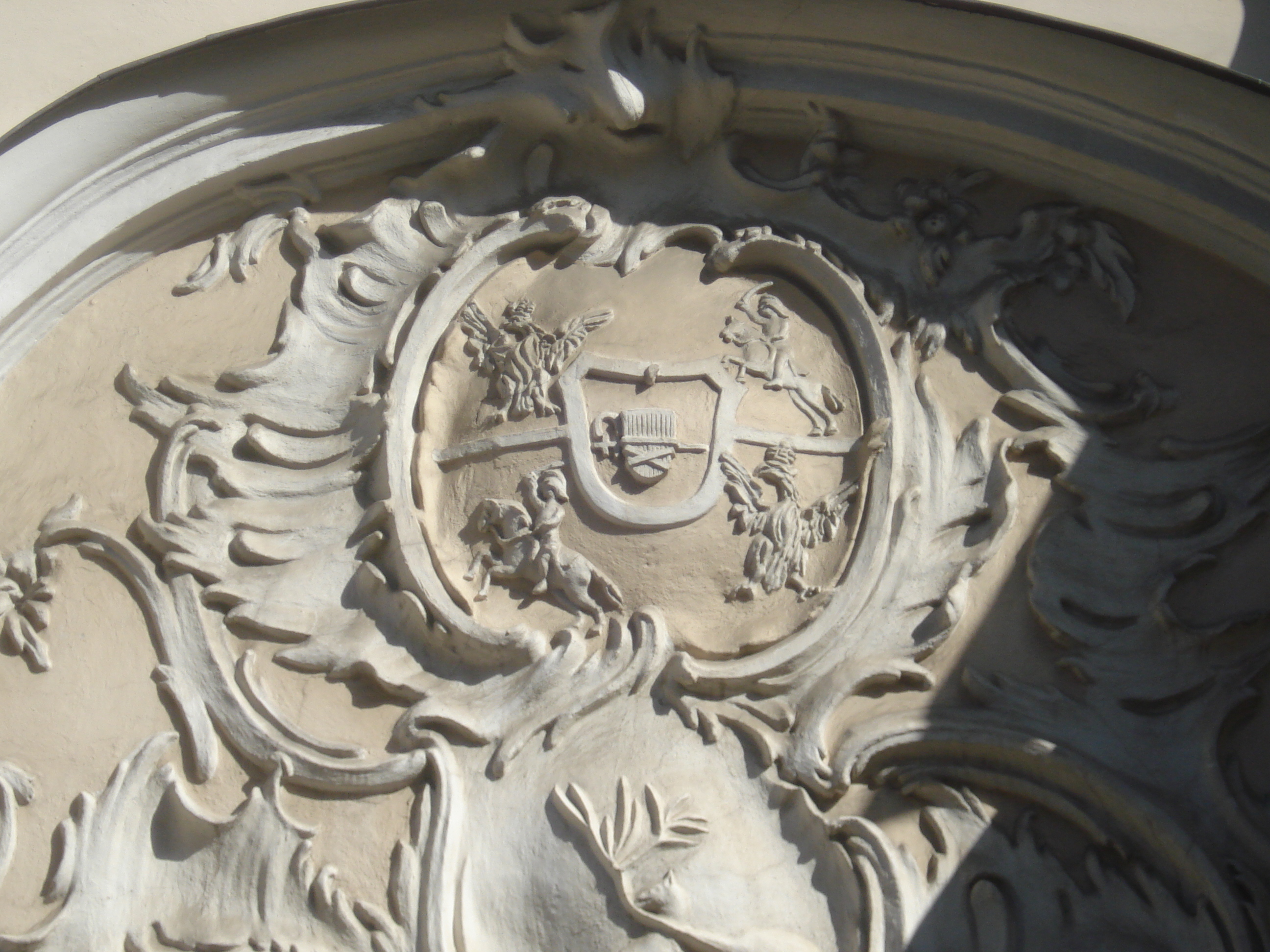
Vilnius, Século XVIII
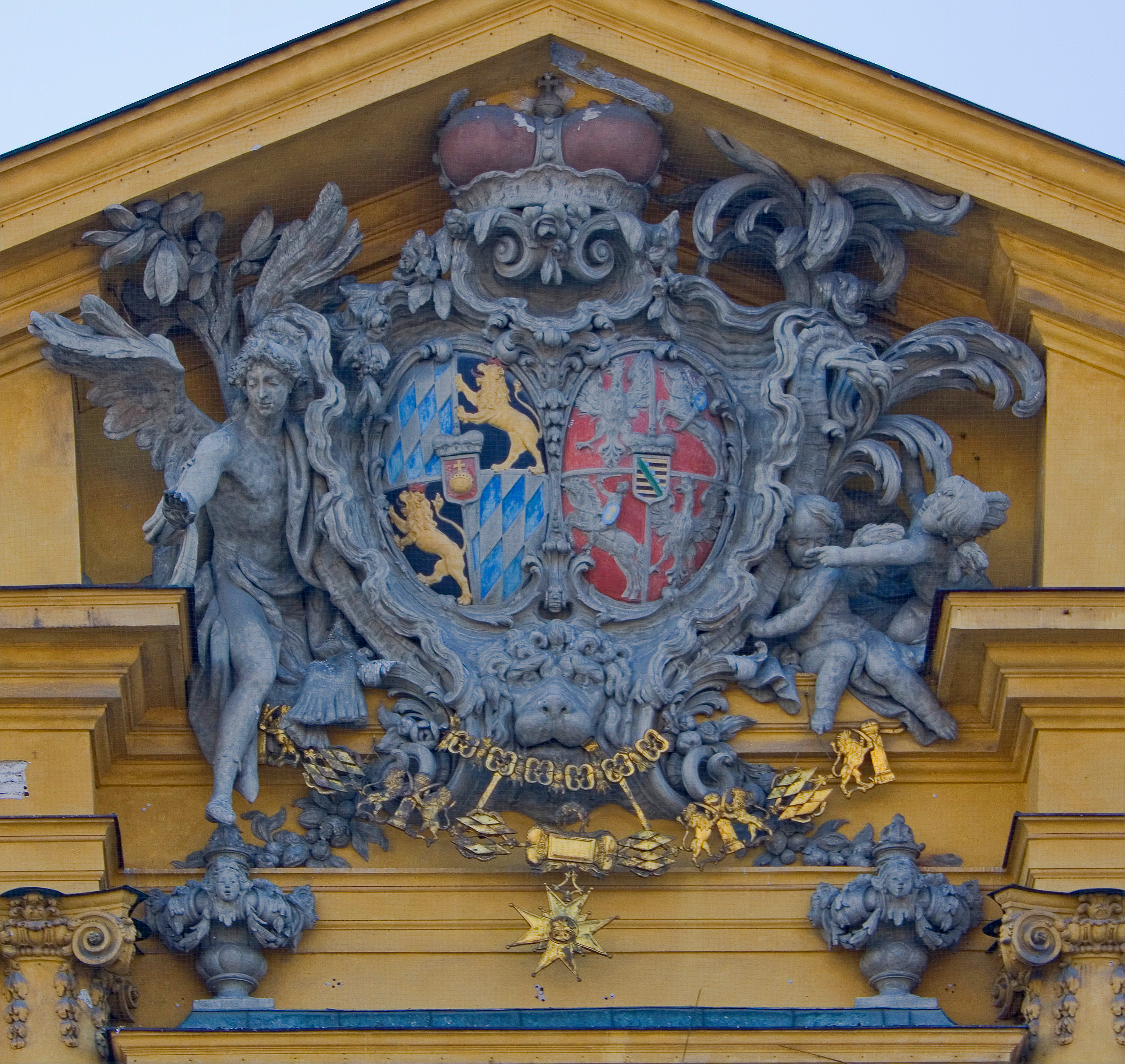
Munique, Século XVIII
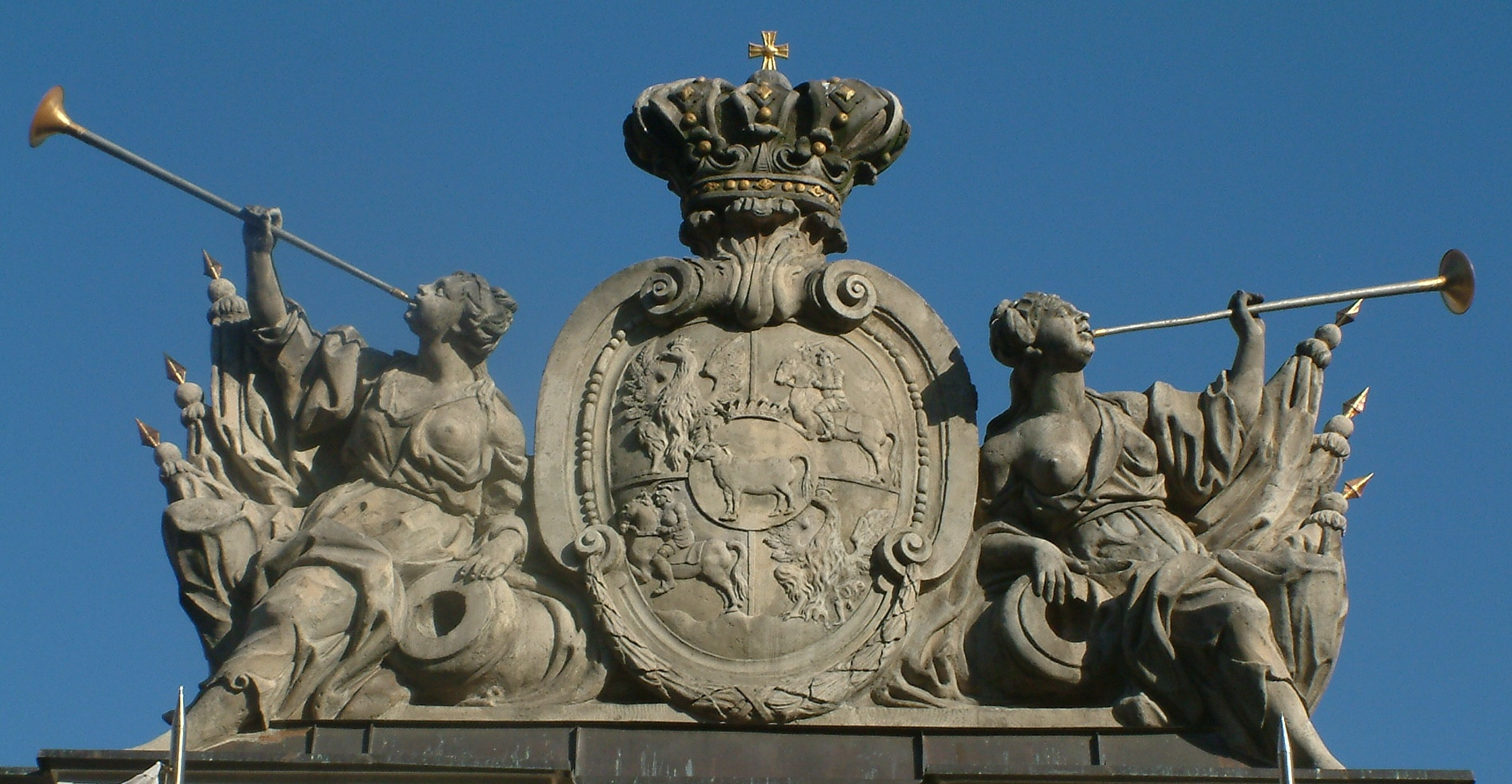
Posnânia, Século XVIII
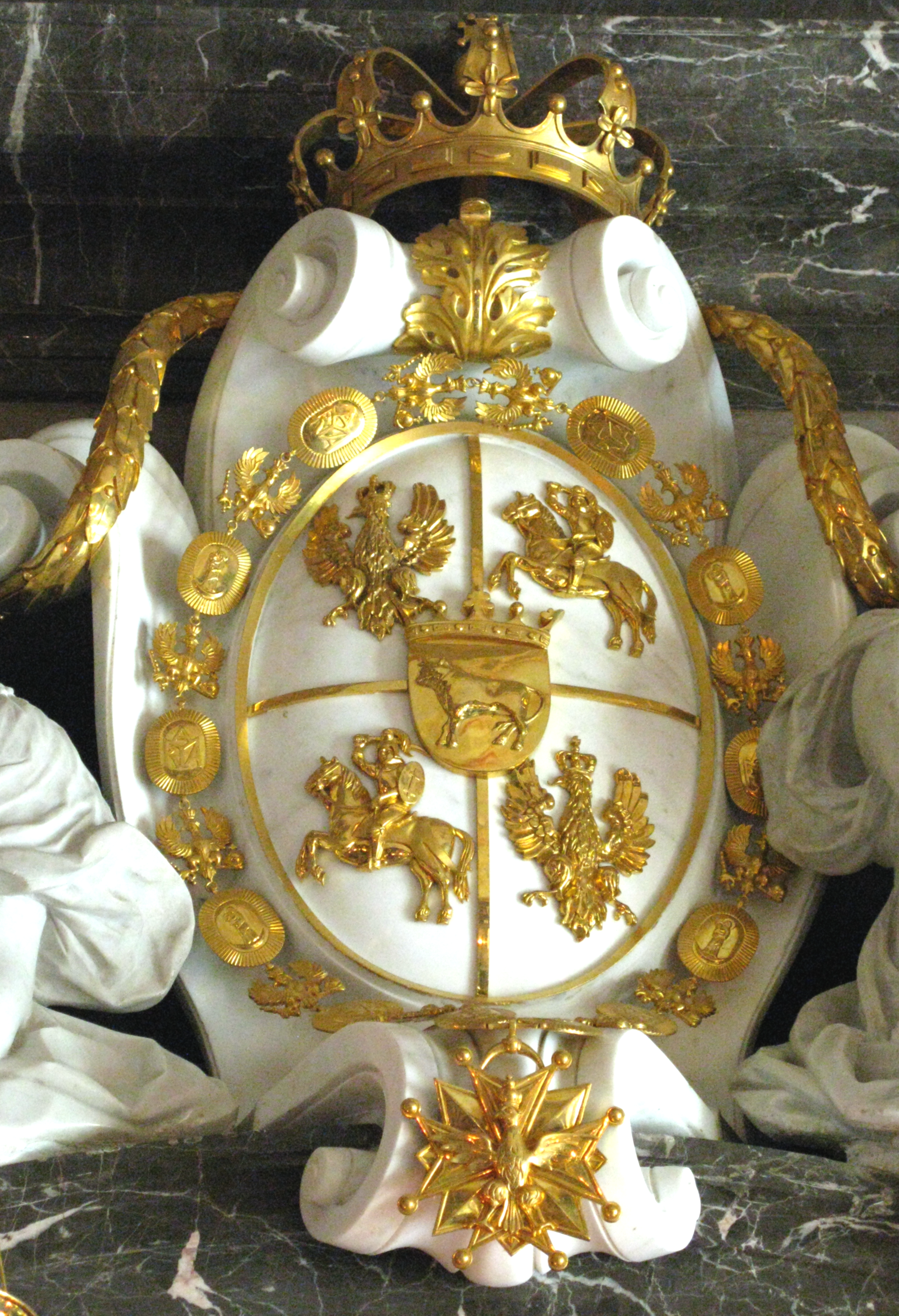
Varsóvia, Século XVIII
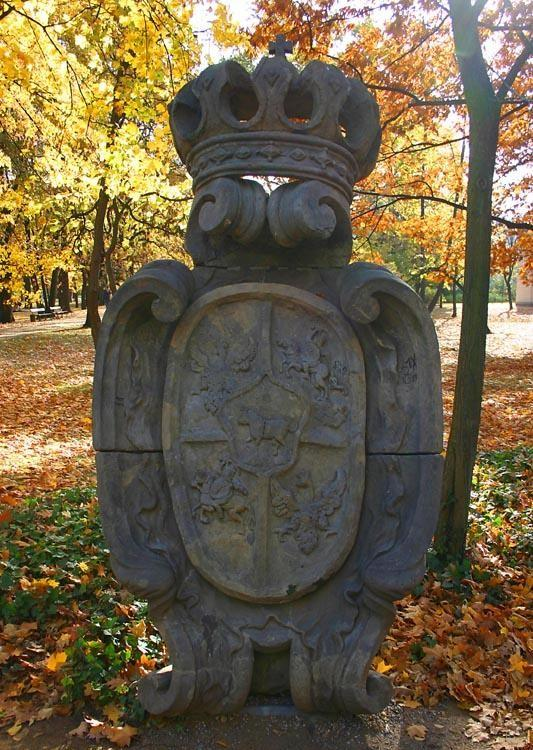
Varsóvia, Século XVIII
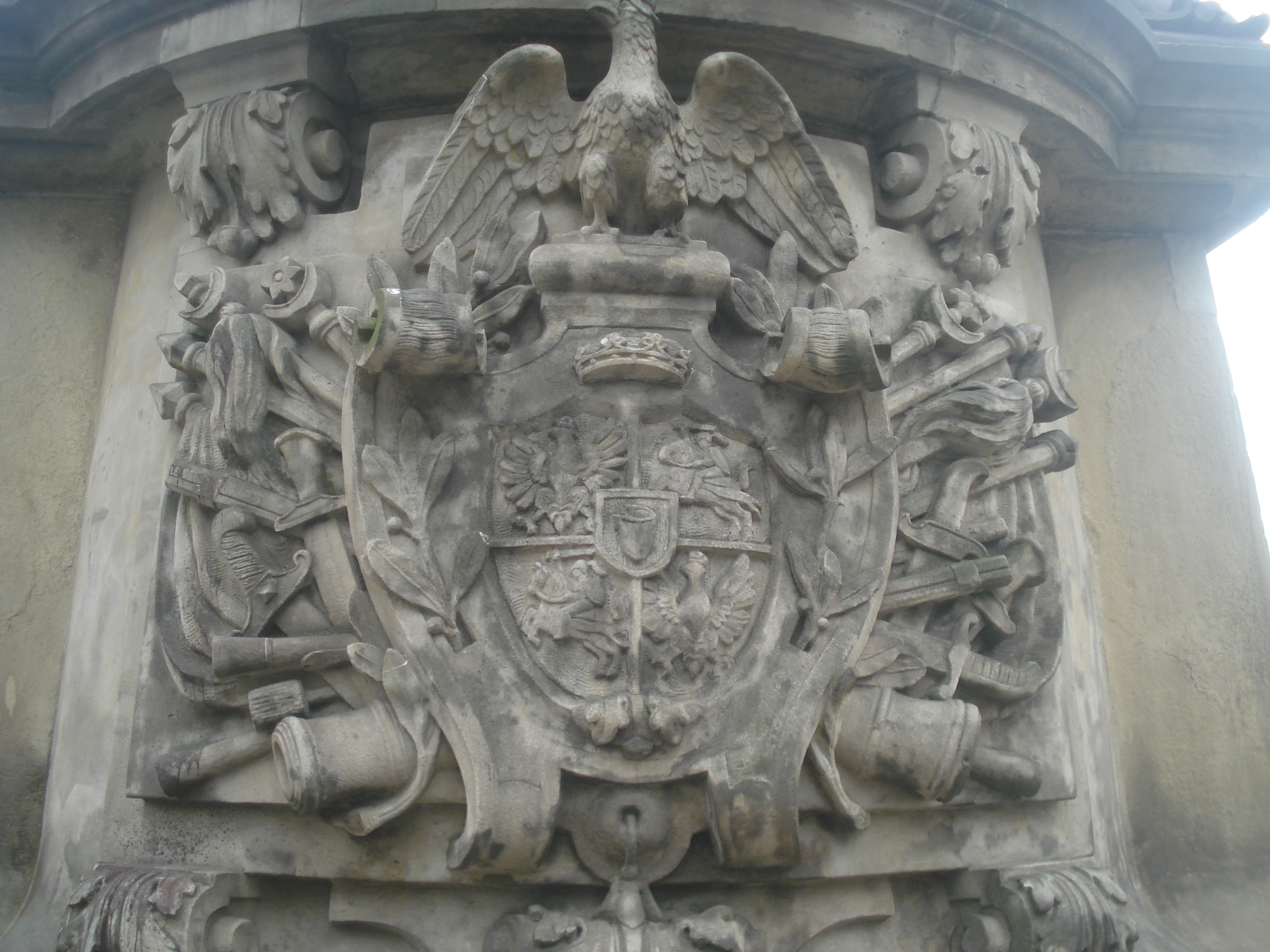
Gdańsk, 1898
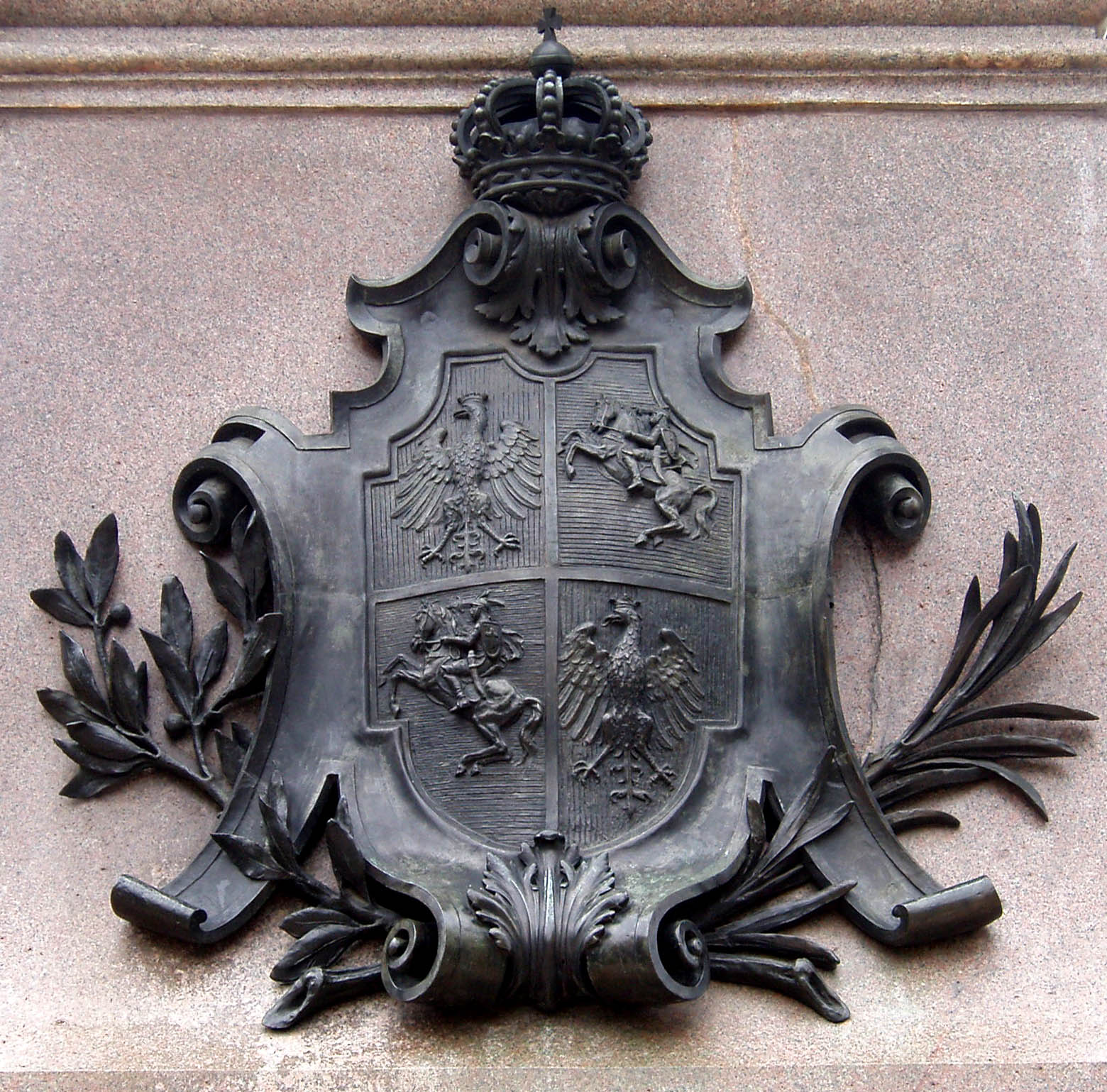
Lwów, 1904
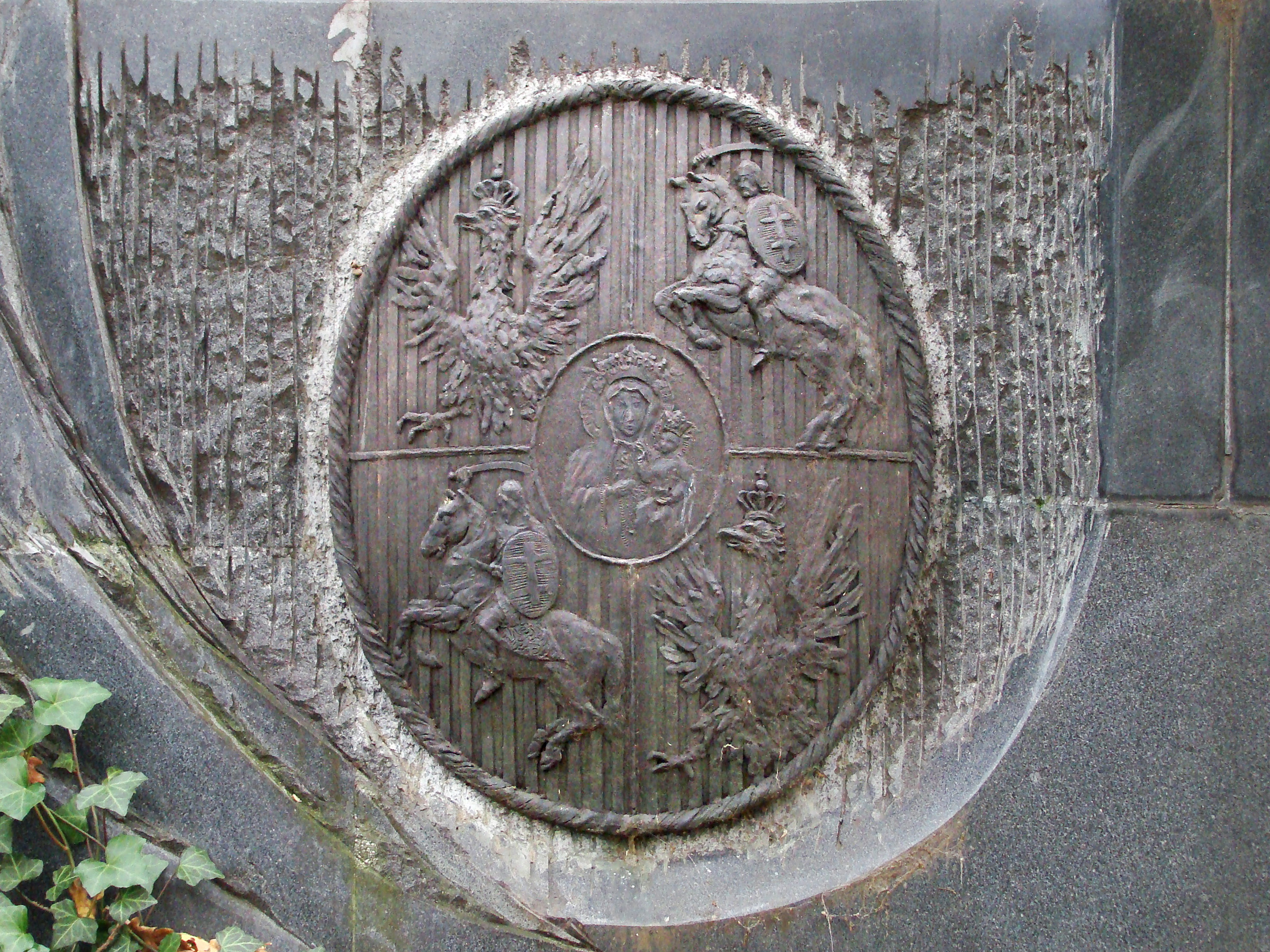
Varsóvia, Século XX